# 圣神教堂 (巴勒莫)

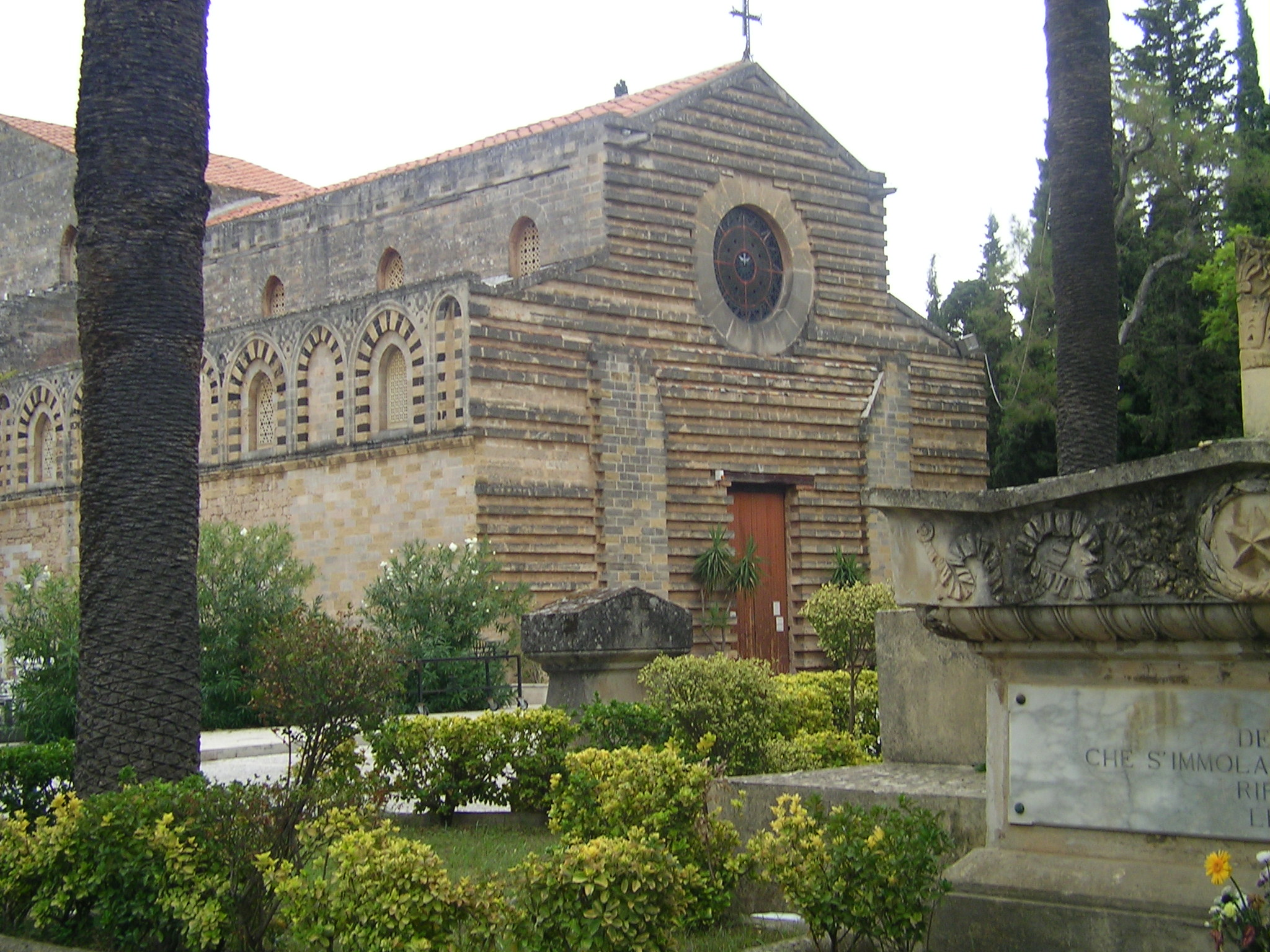
巴勒莫圣神教堂

圣神教堂（意大利语：Chiesa dello Spirito Santo）是意大利南部西西里首府巴勒莫的一座教堂。 
这座诺曼式教堂位于圣奥尔索拉墓地的范围内。
1173年到1178年，巴勒莫总主教沃尔特在此建立了熙笃会修道院。由于国王古列尔莫二世 (西西里)和他的母亲纳瓦拉的玛格丽特的慷慨捐赠，丰富了修道院的财产。
1282年3月30日，正是在这座教堂前面，爆发了西西里晚祷起义。